# Richard Müller-Freienfels
Richard Müller-Freienfels, född 7 augusti 1883, död 12 december 1949, var en tysk filosof.
Müller-Freienfels var läroverkslärare i Berlin. I sina många skrifter var han påverkad av Nietzsche, men även av William James och Henri Bergson. Som kunskapsteoretiker representerade han en irrationalism eller "överrationalism"; han såg instinkt, intuition och medkänsla som kunskapsvägar bredvid den rationella kunskapens. Mest kända var hans skrifter om estetik och konsthistoria, där han hävdade att konstens mening är livsstegring. Bland hans arbeten märks Irrationalisums, Uriss einer Erkenntnistheorie (1922) och Psychologie der Kunst (tre band, 1912-1933).

## Svenska översättningar
- Huvudriktningarna inom den moderna psykologien (Die Hauptrichtungen der gegenwärtigen Psychologie) (översättning Johan Westerlin, A. V. Carlson, 1937)
- Hur man blir människokännare (Lebensnahe Characterkunde) (översättning Gustaf Lundgren, Natur och kultur, 1938)
- Barndomens och ungdomens psykologi (Kindheit und Jugend) (översättning Gustaf Lundgren, Natur och kultur, 1939)
- Människan och ödet (Schicksal und Zufall) (Natur och kultur, 1952)